# Mycomya basinerva
Mycomya basinerva är en tvåvingeart som beskrevs av Freeman 1951. Mycomya basinerva ingår i släktet Mycomya och familjen svampmyggor. Inga underarter finns listade i Catalogue of Life.